# Årsgång
Att gå årsgång var i Sverige en urgammal sed att genom nattliga vandringar försöka få kännedom om kommande tilldragelser under följande året. I Småland levde seden kvar ända in på 1800-talets början. De nätter, som bättre än andra lämpade sig för årsgång, var Tomasmässonatten, julnatten, Stefansmässonatten, nyårsnatten och trettondagsnatten, men även midsommarnatten och än mer Lucianatten ansågs fungera i sammanhanget. Vandringen avslutades oftast vid någon kyrkogård alternativt ett vägkors. 
Årsgångaren borde inte ha sett eld under samma dags lopp. Personen måste vara fastande och besjälad av djupt allvar; denne fick inte hälsa på en mötande, inte tala eller skratta. Om personen såg gravar kastas upp på kyrkogården, betydde det att en farsot var på väg. Fick denne se små män (dvärgar eller nissar) bära sädeskärvar, eller såg personen möss dra hölass, ansåg man att man kunde vänta god årsväxt. Hörde personen det huggas i skogen eller såg denne väpnade män rida på vägarna, betydde det att det väntade krig. 
När någon sålunda på regelrätt vis hade gått årsgång i sju år, mötte denne den sista natten en ridande man, som hade en runkavle i munnen. Var då årsgångaren nog modig och stark att rycka till sig denna runkavle, blev personen med ens tillika en "klok" – denne hade vunnit kunskap om alla förborgade ting och kunde se in i framtiden, utan att någonsin mer behöva göra någon årsgång.